# Berliner Volksinitiative Schule in Freiheit
Die Berliner Volksinitiative »Schule in Freiheit« ist darauf gerichtet, die pädagogische Freiheit, die gleichberechtigte Finanzierung und die selbständige Organisation der Schulen in Berlin zu stärken. Die erste Unterschriftensammlung der Initiative endete erfolgreich im November 2010, woraufhin das Abgeordnetenhaus von Berlin sich Anfang 2011 mit dem Anliegen befasst hat. Eine zweite Unterschriftensammlung lief bis Anfang November 2013. Am 5. November 2013 hat die Volksinitiative dem Präsidenten des Berliner Abgeordnetenhauses Ralf Wieland 29.180 Unterschriften überreicht, am 27. Februar 2014 fand eine Anhörung der Vertrauenspersonen der Volksinitiative im Berliner Abgeordnetenhaus statt.

## Ziele der Volksinitiative
Die Volksinitiative will folgende Grundsätze im Berliner Schulwesen etablieren:
Pädagogische Freiheit
Die Schulen sollen die Inhalte und Qualitätsmaßstäbe ihrer Arbeit selbständig gestalten können.
Gleichberechtigte Finanzierung
Die Schulen in staatlicher und freier Trägerschaft sollen ohne Schulgeld zugänglich sein.
Selbständige Organisation
Alle Schulen, die es wollen, sollen die weitestgehende organisatorische Selbständigkeit erhalten.
Das rechtliche Instrument der Volksinitiative (ein Bestandteil Volksgesetzgebung in Berlin) ermöglicht es, die Anliegen der Volksinitiative dem Abgeordnetenhaus vorzulegen. Die Volksinitiative kommt zustande, wenn 20.000 Einwohner Berlins, welche das 16. Lebensjahr vollendet und ihren Erstwohnsitz seit mindestens drei Monaten in Berlin haben, diese in den sechs Monaten vor der Einreichung unterzeichnen.
Nach erfolgreicher Einreichung und Prüfung einer Volksinitiative muss das Abgeordnetenhaus diese in einer Frist von vier Monaten behandeln und abstimmen. Das Abgeordnetenhaus kann die Volksinitiative annehmen oder ablehnen, darf diese aber in ihrem Wesensgehalt nicht abändern. Die Vertrauenspersonen der Volksinitiative können bei den Beratungen im Abgeordnetenhaus teilnehmen.

## Träger der Volksinitiative
Träger der Volksinitiative ist der Omnibus für direkte Demokratie, eine Bürgerinitiative, die sich für die Verwirklichung der Volksabstimmung in Deutschland, in Europa und auf der globalen Ebene einsetzt.
Zu den derzeitigen Unterstützern der Volksinitiative »Schule in Freiheit« zählen (Auswahl, Stand Juni 2013):
- Aktion Mündige Schule
- Arbeitskreis Neue Erziehung (ANE)
- Berliner Büchertisch
- Bürgerinitiative bedingungsloses Grundeinkommen e.V.
- Bürgerplattform Wedding/Moabit
- Bundesverband der Freien Alternativschulen (BFAS)
- Dachverband Berliner Kinder- und Schülerläden e.V. (DaKS)
- European Democratic Education Community (EUDEC)
- Europäisches Forum für Freiheit im Bildungswesen (effe)
- Gemeinwohlökonomie Berlin
- Initiative Mit-ein-anders
- Montessori Landesverband
- Netzwerk Spiel/Kultur Prenzlauer Berg e.V.
- Deutscher Paritätischer Wohlfahrtsverband LV Berlin
- Software AG – Stiftung
- Zukunftsstiftung Bildung in der GLS Treuhand e.V.

## Volksinitiative 2010/2011
Die Unterschriftensammlung zur ersten Initiative begann am 18. Mai 2010. Am 23. November 2010 übergab die Initiative Walter Momper, dem damaligen Präsidenten des Abgeordnetenhauses, 28.717 Unterschriften, von denen 24.420 für gültig befunden wurden. Am 13. Januar 2011 gab es eine erste Aussprache im Abgeordnetenhaus zur Volksinitiative. Am 10. März 2011 stellten die Initiatoren im Rahmen einer Anhörung ihre Volksinitiative dort vor. Am 7. April gab der Ausschuss eine Beschlussempfehlung ab, in der einige Punkte der Volksinitiative in veränderter Form aufgenommen wurden. In der abschließenden Behandlung der Volksinitiative am 14. April 2011 wurde diese Beschlussempfehlung mit der Mehrheit von SPD und Linke angenommen.
Der Beschluss des Abgeordnetenhauses zur Volksinitiative enthielt zwei Umsetzungsvorhaben:
1. Die Schulen in freier Trägerschaft sollen ein „deutlich transparenteres und für die Schulen planbareres Verfahren als bisher bei der Finanzierung“ erhalten, das kostenneutral eingeführt werden soll. Dafür wurde im Berliner Senat eine Arbeitsgruppe eingesetzt, die die Schülerkostensätze errechnet.
2. Was die staatlichen Schulen betrifft, so befürwortete das Abgeordnetenhaus „grundsätzlich auch die Forderung der Volksinitiative nach mehr Autonomie in der Organisation der Schulen“.
Beide Vorhaben sind nach Auffassung der Volksinitiative bisher noch nicht ausreichend umgesetzt worden (Stand Juni 2013).

## Volksinitiative 2013
Eine zweite Unterschriftensammlung wurde am 29. April 2013 gestartet und sammelte bis Anfang November 2013 Unterschriften. Die drei Hauptziele der aktuellen Initiative sind gegenüber 2010 gleich geblieben, wurden jedoch in ihrer detaillierten Ausführung überarbeitet und um konkrete Umsetzungsvorschläge erweitert.
Am 5. November 2013 hat die Volksinitiative dem Präsidenten des Berliner Abgeordnetenhauses Ralf Wieland 29.180 Unterschriften überreicht, von denen 25.715 für gültig befunden wurden. Am 16. Januar hat das Plenum des Abgeordnetenhauses die Volksinitiative „Schule in Freiheit“ in den Ausschuss für Bildung, Jugend und Familie überwiesen, wo am 27. Februar eine Anhörung mit den fünf Vertrauenspersonen der Volksinitiative stattfand. Nach der Anhörung muss nun eine Aussprache zur Volksinitiative im Plenum des Berliner Abgeordnetenhauses stattfinden.